# Edgar H. Brown
Edgar Henry Brown, Jr. (27 décembre 1926 - 22 décembre 2021) est un mathématicien américain spécialisé en topologie algébrique, et pendant de nombreuses années professeur à l'Université Brandeis.

## Biographie
Brown est né à Oak Park, Illinois. Il obtient son baccalauréat en mathématiques à l'Université du Wisconsin en 1949. Il obtient sa maîtrise en mathématiques à l'Université d'État de Washington en 1951.
Il termine son doctorat en mathématiques au Massachusetts Institute of Technology en 1954. Son directeur de thèse est George W. Whitehead et sa thèse de doctorat porte sur la calculabilité finie des groupes d'homotopie de groupes finis .
En 1962-1963, il visite l'Institute for Advanced Study à Princeton et en 1964, il reçoit la bourse Guggenheim. Il est élu membre de l'Académie américaine des arts et des sciences en 1974 et membre de l'American Mathematical Society en 2012.
Il apporte de nombreuses contributions aux mathématiques, notamment le Théorème de représentabilité de Brown, la Cohomologie Brown – Peterson et le Spectre Brown – Gitler.

## Publications
- Brown, « Twisted tensor products. I. », Annals of Mathematics, vol. 69, no 1,‎ 1959, p. 223–246 (DOI 10.2307/1970101, JSTOR 1970101, MR 0105687)
- Brown, « Cohomology theories », Annals of Mathematics, vol. 75, no 3,‎ 1962, p. 467–484 (DOI 10.2307/1970209, JSTOR 1970209, MR 0138104)
- Brown et Peterson, « A spectrum whose {\displaystyle \mathbb {Z} _{p}} cohomology is the algebra of reduced {\displaystyle p^{\rm {th}}} powers », Topology, vol. 5, no 2,‎ 1966, p. 149–154 (DOI 10.1016/0040-9383(66)90015-2, MR 0192494)
- Brown et Gitler, « A spectrum whose cohomology is a certain cyclic module over the Steenrod algebra », Topology, vol. 12, no 3,‎ 1973, p. 283–295 (DOI 10.1016/0040-9383(73)90014-1, MR 0391071)
- Brown, « Abstract homotopy theory », Transactions of the American Mathematical Society, vol. 119, no 1,‎ 1965, p. 79–85 (DOI 10.2307/1994231, JSTOR 1994231, lire en ligne)